# Ludmila Grossmannová Brodská
Ludmila Grossmannová Brodská, vlastním jménem Ludmila Grossmannová (24. května 1859 Netvořice – 2. dubna 1935 Praha), byla česká učitelka, spisovatelka knih pro mládež a překladatelka. Celý život bojovala s nepřízní osudu; v šesti letech ohluchla, ještě v dětství ztratila otce, později se musela vyrovnávat s hmotným nedostatkem a osamocením. Navzdory svému postižení napsala desítky knih, převážně s říkankami, básněmi a výchovnými povídkami pro mládež (např. Dětské srdce 1893, Krakonoš 1905 s několika reedicemi, Pestrý gratulant 1930) a řadu příspěvků do časopisů. Její tvorba pro dospělé (např. Jak život jde cca 1900, Lidé a život 1917) vycházela z vlastních zkušeností a byla určena především nenáročným venkovským čtenářům. Volně přeložila několik známých literárních děl, jako např. Dobrodružství Barona Prášila, Don Quijote z la Manchy a Chaloupka strýčka Toma. Publikovala rovněž pod pseudonymy Milan Brodský, L. Mělnická, Zdenka Zásmucká a Růžena Šípková.

## Život
Narodila se 24. května 1859 v Netvořicích u Benešova jako dcera zámožného obchodníka Františka Grossmanna (1834) a jeho manželky Rosalie, rozené Leitner (1840). Byla nejstarší z šesti dětí, sourozenci: Vácslav (1860), Antonín (1861–1862), Marie Šulcová (1863), Johann (1865–1866) a Rosalie Henningová (1867). První léta života strávila v rodné obci, odkud se s rodiči přestěhovala do Prahy. Spokojené dětství v harmonické rodině jí v šesti letech přerušila závažná nemoc – spála, jejímž následkem ohluchla. Rodiče si byli vědomi jejího nadání a zajistili jí kvalitní výchovu. Když nemohla chodit do běžné školy, vyučoval ji soukromě František Ryšavý z ústavu hluchoněmých v Praze. Ten ji naučil odezírat ze rtů, díky čemuž se mohla dorozumět. Vedle toho chodila na kurzy ručních prací a u Jenny Schermaulové se učila malovat.
Roku 1873 přišla další pohroma – po krachu na vídeňské burze přišla rodina o veškerý majetek a brzy také zemřel její otec. Ludmila se stala oporou rodiny. Vykonávala většinu domácích prací, takže si její matka mohla vzít do opatrování další děti za úplatu; díky její snaze a úsilí se rodině podařilo překonat největší finanční tíseň a nakonec zaopatřila i své sestry. Využila rovněž své znalosti a určitou dobu působila jako učitelka ručních prací a kreslení v Mělníku a v Praze; kvůli zdravotnímu handicapu ale toto povolání brzy opustila a živila se už jen jako spisovatelka. Zajímavou dohru mělo také její zaměstnání v čokoládovně pana Klugeho na Smíchově roku 1878. Do jedné z krabiček čokolády, kterou továrník poslal jako dar raněným vojákům do nemocnice v Sarajevu, vložila spolu se svou kolegyní ručně psaný vzkaz s přáním vítězství rakouských vojsk. Lístku si všiml štábní lékař a zaslal jej i se jmény obou dívek k otištění do novin.
Ani její další život nebyl snadný. Její dvě sestry se provdaly a odstěhovaly – jedna dokonce do Ruska, a ona zůstala doma sama se stárnoucí matkou. Ta pro ni byla dlouhá léta nerozlučnou strážkyní a tlumočnicí, protože porozumět jiným lidem „ze rtů“ pro ni bylo obtížné. Její smrt pro ni byla velkou ranou. V té době její sestry ovdověly, jedna z nich žila v Čechách v bídě a o té v Rusku nebyly po revoluci zprávy. Grossmannová, která navzdory popularitě zápasila s nedostatkem, trpělivě snášela osud a podle svých možností pomáhala jiným. Oporou jí byl zpočátku Josef Ladislav Turnovský, který jí pomáhal v kontaktech s nakladateli, a přátelství ji spojovalo se spisovatelkou Eliškou Krásnohorskou, obě byly členkami Amerického klubu dam.
Od roku 1915 žila sama ve svém bytě v Ječné ulici 22 (čp. 515/II) v Praze, kde také 2. dubna 1935 zemřela.

## Dílo
První básně publikovala roku 1875 v humoristickém časopise Paleček. Poté uveřejnila množství prací v časopisech (zejména určených dětem, učitelům a ženám — Učitelské noviny, Česká škola, Zábavné listy, Ženské listy, Pěstoun, Matice dítek, Malý čtenář, Jitřenka, také Světozor) i v samostatně vydaných pracích. Psala verše a báchorky pro děti i tklivé povídky pro dospívající dívky a snivé ženy. Naučila se bystře pozorovat a zušlechťovat své city, dovedla se vžít do různých situací. Velkou část svého díla věnovala dětem, i když sama žádné neměla. Její říkanky jsou melodické a zpěvné, některé byly zhudebněny. Námětem většiny jejích povídek jsou skutečné příběhy a často její vlastní zážitky. Oceňovány byly i její reportáže z cesty do Petrohradu, kde pobývala u své sestry Růženy Henningové, provdané za ruského štábního lékaře.
Používala řadu pseudonymů: Milan Brodský, L. Mělnická, Zdenka Zásmucká a Růžena Šípková. Její umělecký přídomek Brodská poukazuje na rodiště jejího otce (Český Brod).
Během života vydala několik desítek knih, např.:
- Dětské srdce (1893), sbírka povídek pro mládež
- Dobrodružství barona Prášila – pro mládež, vydal Josef Vilímek v Praze (1895)
- Jak život jde (cca 1900), „črty veselé a vážné“
- Krakonoš: nejkrásnější pohádky, báchorky a pověsti o pánu na krkonošských horách (1905 s několika reedicemi; viz též Krakonoš)
- Cirkusové zábavy dítky hojně pobaví (1908)
- Na sluníčko jedeme a veselí budeme (1911)
- Pan baron Prášil a jeho podivuhodná dobrodružství – pro mládež, (1911), 2. vydání 1924,[17]; pramen neuveden, pravděpodobně převyprávěno volně podle Gottfrieda Augusta Bürgera.
- Lidé a život (1917), kniha povídek
- Očarovaný Nikolaj: veselé a vážné obrázky z Petrohradu a okolí (1918)
- Milá škola – dítky volá (1921)
- Cvičená zvířátka (1923)
- Během celého roku, dětem je vždy do skoku (1924)
- V boji s osudem (1925), kniha povídek
- Dětské hry (1926)
- Pestrý gratulant (1930)

Některé básně byly zhudebněny, např.:
- Slavnosti stromku vánočního (cca 1901), sbírka básní, které zhudebnil Gotthard Josef Lašek
- Na cestě k Betlemu (1911), vánoční zpěvohra, skladatel: Václav Voborník
- Smutná dívčina, skladatel: Alois Ručka

Překlady z cizích jazyků, vesměs jako upravené verze pro mládež:
- Harriet Beecher Stoweová: Chaloupka strýčka Toma (1900)
- James Fenimore Cooper: Poslední Mohykán (1902)
- Miguel de Cervantes: Don Quixote z la Manchy (1902)
- Na dalekém západu: Z denníku vystěhovalce (1902, původní autor neuveden)
- Harriet Beecher Stoweová: V chaloupce strýčka Toma (1920), upraveno pro menší děti
- Daniel Defoe, Joachim Heinrich Campe: Robinson Crusoe (1923)
- (asi) Gottfried August Bürger: Pan baron Prášil a jeho podivuhodná cestovní dobrodružství (1911, 1924, původní autor neuveden)

## Význam a hodnocení
Během života byla velmi známá a oblíbená, především mezi ženami, které kupovaly a četly její díla svým dětem. Medailon v Ženských listech (jejichž spolupracovnicí byla) z roku 1907 dokonce začíná slovy: „Mám za to, že mezi námi není nikoho, kdo by neznal jména L. Grossmannová-Brodská.“ Její životní jubilea byla připomínána v tisku. Životopisci oceňovali její silnou vůli, vytrvalost a obětavost, s níž překonávala životní překážky. Zmiňovali její popularitu v širokých lidových vrstvách, kam se obtížně dostávají díla náročnějších autorů.
Nekrolog v Lidových novinách ocenil ušlechtilý výchovný charakter jejích povídek pro mládež, zejména pro dívky. Na druhou stranu konstatoval, že její práce pro dospělé byly zaměřeny především na nenáročné venkovské čtenáře.